# Dicranota rogersiana
Dicranota (Rhaphidolabis) rogersiana là một loài ruồi trong họ Pediciidae. Chúng phân bố ở vùng sinh thái Nearctic.